# Cytinus glandulosus
Cytinus glandulosus là một loài thực vật có hoa trong họ Cytinaceae. Loài này được Jum. mô tả khoa học đầu tiên năm 1923.